# Volusià
Volusià (en llatí:Volusianus) fou un emperador romà, fill de Trebonià Gal. Segons les monedes o medalles el seu nom complet era Gai Vibi Volusià Trebonià Asini Gal Veldumnià (o Vendumnià),
El 251 quan el seu pare va pujar al tron fou proclamat cèsar i princeps juventutis. El 252 fou cònsol, va rebre el títol d'august i com que Hostilià que compartia el càrrec d'emperador amb el seu pare, Volusià fou nomenat coemperador.
El 253 pare i fill van anar a combatre el rebel Marc Emilià, que s'havia proclamat emperador a la zona del sud del Danubi. Es van trobar a Interamna, quan Marc Emilià anava cap a Roma. En la batalla van morir Volusià i Trebonià. Unes fonts diuen que va ser al febrer del 253, altres a l'agost del mateix any).